# Milan Zupko
Milan Zupko (* 30. listopadu 1976 Havířov) je český herec.

## Životopis
Milan Zupko se po dokončení střední školy a absolvování základní vojenské služby začal věnovat studiu herectví v Ostravě. Jeho snem bylo odejít k cirkusu a cestovat po světě.[zdroj?] Svůj sen si však nikdy nesplnil, a proto jej dnes[kdy?] lze spatřit v několika inscenacích Národního divadla moravskoslezského.
Kromě hraní se od roku 2006 věnuje pořádání netradiční adrenalinové soutěže Útěk v řetězech, která každoročně láká do Havířova stále větší počet sportovních nadšenců.[zdroj?] Milan Zupko je také předsedou horolezeckého oddílu Tatran Havířov o. s.

## Filmografie
film:
- Jeanne d'Arc, role: voják (1999)

- Total Detox (2011)

televize:
- Doktor Martin (2015): Epizoda Pražák a Vyhazov

## Divadlo
Národní divadlo moravskoslezské:
- Cosi fan tutte, role: Návštěvník (2006)
- Purin aneb Volba osudu, role: Sereš (2006)
- Romeo a Julie, role: Sluha Petr (2007)
- Carmen, role: Starosta (2010)
- Nabucco, role: Stráž (2014)
- Jesus Christ Superstar, role: Velitel římské stráže (2016)
- Car, role: Voják (2017)

Národní divadlo Brno:
- Ostrov pokladů, role: George, pirát (2013)

Divadlo Bolka Polívky:
- K-PAX, Svět podle Prota / StageArtCz (2016)